# Emperadriu Zhang Yan
En aquest nom xinès, el cognom és Zhang (張).
Zhang Yan - (xinès) - (202 aC- 163 aC), coneguda formalment com a emperadriu Xiaohui (孝惠 皇后) va ser una emperadriu de la dinastia Han. Era la filla de la Princesa de Yuan de Lu (l'única filla de l'emperador Gaozu (Liu Bang) i la seva muller l'emperadriu Lü) i el seu marit Zhang Ao (张 敖, fill de Zhang Er), el Príncep de Zhao i més tard marquès de Xuanping.
Al 192 aC, davant la insistència de l'emperadriu vídua Lü, Yan es casà amb el seu oncle l'emperador Hui de Han, fill de l'emperador Gao i l'emperadriu vídua Lü, i va ser elevada a emperadriu. El matrimoni tingué un fill. Seguint instruccions de l'emperadriu vídua Lü, l'emperadriu Zhang prengué diversos fills mascles com a propis i executà a les seves mares. Si aquests nens eren fills de l'emperador Hui és un tema controvèrtit, encara que sembla probable que fossin fills de l'emperador Hui de les seves concubines.
Quan l'emperador Hui va morir en 188 aC als 22 anys, un dels nens que l'emperadriu Zhang va adoptar, Liu Gong, va esdevenir emperador (com a emperador Qianshao), però la Gran Emperadriu Vídua Lü tenia un control total i efectiu del govern imperial. L'Emperadriu Zhang, qui esdevingué emperadriu vídua, no sembla que tingués una influència significativa. No obstant això, quan Liu Gong descobrí el 184 aC que no era en realitat el seu fill, va fer un comentari descuidat que anava a venjar-se d'ella, la Gran Emperadriu Vídua Lü el deposà i executà, i el reemplaçà pel seu germà Liu Hong (com a emperador Houshao), que també havia estat adoptat per l'emperadriu Zhang. Va ser durant el regnat de l'Emperador Qianshao que Zhang Yan (張偃, en pinyin Zhāng), el germà l'emperadriu Zhang, fou ascendit a príncep de Lu.
Després de la mort de la Gran Emperadriu Vídua Lü el 180 aC, i el clan de Lü fou enderrocat i massacrat pels funcionaris que s'oposen a les Lu de les pertorbacions del clan Lü, l'emperador Houshao va ser deposat i assassinat. L'emperadriu vídua Zhang no fou assassinada, però va ser destituïda del seu càrrec com a emperadriu vídua i en endavant, és anomenada com l'emperadriu Hui. El seu germà, el príncep de Lu, també va ser deposat i reduït al rang de marquès de Nangong. Després d'això anà a viure en un palau al nord i no hi ha registres de la seva vida posterior fins a la seva mort. L'emperadriu Zhang va morir el 163 aC i va ser enterrada al costat del seu marit de tot just quatre anys.